# Gebietsreform
Unter Gebietsreform (auch Kommunale Neugliederung; englisch local government reorganization) versteht man in den nationalen Kommunalrechten eine großflächige und nicht lediglich auf Nachbargemeinden beschränkte Reform, die innerhalb einer mittleren Verwaltungsebene die untergeordneten tangiert.
Ein Staat besitzt die Autonomie, innerhalb seiner Staatsgrenzen die ursprünglichen Grenzen seiner Untergliederungen zu verändern. Ziel einer solchen kommunalen Gebietsreform ist die Stärkung der planerischen, verwaltungstechnischen und politischen Leistungsfähigkeit einzelner Gemeinden. Ein Gemeindegebiet soll so bemessen sein, dass die örtliche Verbundenheit der Einwohner gewahrt und die Leistungsfähigkeit der Gemeinde zur Erfüllung ihrer Aufgaben gesichert ist (§ 15 GemO NRW). Die Gebietsreform sollte deshalb der unterschiedlichen Bevölkerungsverteilung und Bevölkerungsdichte Rechnung tragen, die kommunale Selbstverwaltung stärken und die „Voraussetzungen für eine moderne Leistungsverwaltung schaffen“. Ursache von Gebietsreformen können Veränderungen der Einwohnerzahl, der Soziodemografie oder der Infrastruktur in den betroffenen Gebieten sein.
Die jeweilige Verwaltungsgliederung muss die aktuellen oder künftigen Lebens-, Siedlungs- und Bewegungsräume der Bevölkerung berücksichtigen. Gebietsreformen sind Gegenstand besonderer Gesetze und können nur durch Grenzänderungen umgesetzt werden. Diese Grenzänderungen berühren jedoch auch die Gemeindegrenzen benachbarter Gemeinden, so dass diese von einer Gebietsreform ebenfalls betroffen werden. Daher finden Gebietsreformen statt durch Entzug eines ganzen oder teilweisen Gemeindegebiets, etwa durch Zusammenschluss (Gemeindefusion) oder Eingemeindung und gleichzeitige Vergrößerung eines vorhandenen anderen Gemeindegebiets.
Stets ist mit einer Gebietsreform eine kommunale Neugliederung verbunden. Der Sprachgebrauch der Neugliederung bezeichnet mit Gemeindefusion den Zusammenschluss etwa gleich großer, nahe zusammenliegender Gemeinden oder Städte (Städtefusion), wobei die neue Gebietskörperschaft häufig einen Doppelnamen oder einen neuen Namen erhält. Gemeindefusionen gibt es als Zusammenschluss zu einer neuen Gemeinde oder als Eingemeindung in Form der Aufnahme einer Gemeinde in eine andere Gemeinde.
Die Gebietsreform legt großflächig und gleichzeitig die Grenzen einer Vielzahl von Gemeinden, Kreisen usw. neu fest. Eine Gemeindefusion ist dagegen der Zusammenschluss mindestens zweier benachbarter Gemeinden zu einer, wobei die neue Gemeinde sämtliche öffentlichen Aufgaben der bisherigen Gemeinden übernimmt. Das kann geschehen durch
{\displaystyle A+B=A} oder
{\displaystyle A+B=B} oder
{\displaystyle A+B=C}.
Bei einer Eingemeindung gibt eine Gemeinde ihre rechtliche Eigenständigkeit auf, im ersten Fall ist dies die Gemeinde {\displaystyle B}, im zweiten Fall die Gemeinde {\displaystyle A}. Die echte Gemeindefusion lässt aus zwei bislang selbständigen Gemeinden eine neue Gemeinde entstehen, die einen neuen Gemeindenamen {\displaystyle C} erhält.

## Gemeindereform

### Deutschland
In Art. 29 Abs. 1 GG ist für die Neugliederung des Bundesgebietes vorgesehen, dass diese nach Größe und Leistungsfähigkeit erfolgen darf, wenn dadurch die den Ländern obliegenden öffentlichen Aufgaben wirksam erfüllt werden können. Dieser bundesrechtliche Grundsatz kann auch auf landesrechtliche Gebietsreformen übertragen werden.
Die Gemeindereform ist kein kommunalrechtlicher Begriff. Vielmehr ist in § 16 HessGemO vorgesehen, dass aus Gründen des öffentlichen Wohls Gemeindegrenzen geändert, Gemeinden aufgelöst oder neu gebildet werden können. Dabei sind die beteiligten Gemeinden und Landkreise vorher zu hören. Werden durch die Änderung von Gemeindegrenzen die Grenzen von Landkreisen berührt, so bewirkt die Änderung der Gemeindegrenzen auch die Änderung der Kreisgrenzen. Gemeindegrenzen können freiwillig durch Vereinbarung der beteiligten Gemeinden mit Genehmigung der zuständigen Aufsichtsbehörde geändert werden. Die Vereinbarung muss von den Gemeindevertretungen der beteiligten Gemeinden mit der Mehrheit der gesetzlichen Zahl der Gemeindevertreter beschlossen werden. Nach § 16 Abs. 4 HessGemO können Gemeindegrenzen gegen den Willen der beteiligten Gemeinden nur durch Gesetz geändert werden. Das gilt auch für die Neubildung einer Gemeinde aus Teilen einer oder mehrerer Gemeinden. Durch Gebietsreform wird das Ortsrecht der aufnehmenden Gemeinde ausgedehnt und das der beseitigten Gemeinde aufgehoben.

#### Durchführung
Die Eingliederung oder Vereinigung von Gemeinden setzte bereits gegen Ende des 19. Jahrhunderts ein, als viele Städte im Zusammenhang mit der Industrialisierung wuchsen und neue Flächen benötigten. Das war überwiegend im rheinisch-westfälischen Industrieraum (Ruhrgebiet) der Fall, wo Gemeinden inzwischen auf eine Größe von mehr als 100.000 Einwohnern angewachsen waren.
Zwischen 1967 und 1978 reduzierten die Länder der Bundesrepublik die Zahl ihrer Gemeinden. Dies wurde teils durch Vereinbarungen zwischen den Gemeinden auf freiwilliger Basis, das heißt die Gemeinden entschieden, in welcher Weise sie künftig zusammenarbeiten wollten, teils durch Hoheitsakte erreicht. Während in einigen Ländern Eingemeindungen und Gemeindezusammenschlüsse vorherrschten, wurden in Niedersachsen, Rheinland-Pfalz und Schleswig-Holstein neue Gemeindezusammenschlüsse auf einer Zwischenstufe errichtet (Samtgemeinden, Verbandsgemeinden, Ämter).
Vor der Reform gab es in der Bundesrepublik etwa 24.000 Gemeinden, von denen 10.760 weniger als 500 Einwohner hatten, sowie 139 kreisfreie Städte und 425 (Land-)Kreise. Nach der Reform blieben 8505 Gemeinden, 91 kreisfreie Städte und 237 (Land-)Kreise.
Nach einer je nach Land unterschiedlichen Übergangsphase schlossen die Gesetzgeber bis zum Ende der 1970er-Jahre die Gemeindereform ab, indem sie per Gesetz die Neugliederung der Gemeinden beschlossen. Diese Neuordnungen stießen bei den Bürgern nicht immer auf Gegenliebe; in einzelnen Fällen wurden sie durch Gerichte rückgängig gemacht.
Nach der deutschen Wiedervereinigung gingen auch die ostdeutschen Länder Gemeindereformen an. In einzelnen Ländern dauern sie noch an, sodass sich die Zahl der Gemeinden in Deutschland (Frühjahr 2003: über 13.000 / Oktober 2006: 12.315 / Dezember 2015: 11.092) weiter verringern dürfte.
Von der Wissenschaft wird die Gemeindegebietsreform teilweise als gelungen betrachtet, teilweise als eine dem Zeitgeist geschuldete Form der Technokratie angesehen, die sich von der Demokratietheorie her – gerade im Zusammenhang mit dem Prinzip der kommunalen Selbstverwaltung, das durch den Staat nicht verliehen, sondern nur bestätigt wird – nicht rechtfertigen lasse. Auch die Verbesserung von Effizienz und Effektivität wird häufig bezweifelt; empirisch könne ein automatischer Zusammenhang nicht verifiziert werden. Kritiker bemängeln, dass in vielen kleineren Gemeinden das „Wir-Gefühl“ verloren gegangen sei, und damit auch die Bereitschaft, sich für das „eigene Dorf“ einzusetzen.

##### Baden-Württemberg
In Baden-Württemberg ging die Zahl der Gemeinden von 3379 bis zum Jahr 1975 auf 1110 zurück. Von diesen haben sich 165 neue Namen gegeben. Zu den neu benannten Gemeinden zählen Albstadt, Ammerbuch, Filderstadt, Gäufelden, Grafenau, Karlsbad, Keltern, Kernen im Remstal, Neulingen, Ostfildern, Remshalden, Riesbürg, Starzach und Weinstadt. Beispiele für umstrittene Neugliederungen sind die Neubildung der Stadt Villingen-Schwenningen, die Eingliederung der Gemeinde Menzenschwand in die Stadt St. Blasien und die Zusammenlegung der Gemeinden Leutershausen und Großsachsen zur Gemeinde Hirschberg an der Bergstraße.

##### Bayern
Einige Berühmtheit erlangte 1978 das Dorf Ermershausen mit etwa 800 Einwohnern im Landkreis Haßberge. Es widersetzte sich vehement der Eingliederung in die Gemeinde Maroldsweisach. Das gipfelte in einer Besetzung des Rathauses und der Errichtung von Barrikaden durch Bürger von Ermershausen mit dem Zweck, die Verlegung der Gemeindeverwaltung nach Maroldsweisach zu verhindern. Das Dorf wurde schließlich von mehreren Hundertschaften der Bereitschaftspolizei gestürmt und das Rathaus geräumt. 1994 wurden Ermershausen und vier weitere Gemeinden jedoch wieder selbständig.
Die Gemeinde Horgau erreichte durch ein Urteil des Bayerischen Verfassungsgerichtshofes 1983, dass die Eingemeindung nach Zusmarshausen aufgehoben wurde.

##### Berlin
Nach der Wiedervereinigung Deutschlands und Berlins im Jahr 1990 wurden alle Bezirke zunächst unverändert weitergeführt und wieder durchgängig Bezirk genannt. Bis 2000 hatten die jetzt 23 Bezirke sehr unterschiedliche Größen und Einwohnerzahlen. Im Rahmen der Verwaltungsreform entstanden 2001 durch Zusammenlegungen von Bezirken zwölf neue Bezirke, die – ähnlich der Zählweise nach dem Groß-Berlin-Gesetz (siehe oben) – durch einen sogenannten Bezirksschlüssel nummeriert wurden. Meist wurden zwei vorher eigenständige Bezirke zu einem neuen Bezirk zusammengeschlossen, nur die Bezirke Neukölln, Reinickendorf und Spandau blieben unverändert.
Bei der Berliner Verwaltungsreform 2001 handelte es sich aber um keine Gemeindereformen, da die Berliner Bezirke keine eigene Rechtspersönlichkeit haben und somit nicht mit Gemeinden vergleichbar sind. Nach Art. 1 I der Berliner Verfassung ist Berlin als Ganzes eine Stadt und somit auch eine einzige Gemeinde. Nichtsdestotrotz üben die Berliner Bezirke aufgrund der Stadtgröße Aufgaben aus, die mit denen einer Gemeinde durchaus vergleichbar sind.

##### Brandenburg
Mit Wirkung vom 26. Oktober 2003 erfolgte die Auflösung von 62 Ämtern und 302 Gemeinden. Es erfolgten Eingemeindungen, andere Gemeinden wechselten in erhalten gebliebene Ämter und es wurden neue amtsfreie Gemeinden gebildet. Im Vorfeld der Gemeindereform kam es auch zu freiwilligen Zusammenschlüssen zu neuen Großgemeinden und freiwilligen Anschlüssen an bestehende Gemeinden. Es gab auch zahlreiche Gemeinden, die vergeblich versucht hatten sich auf juristischen Wege (siehe VfGBbg 95/03, VfGBbg 96/03, VfGBbg 152/03) gegen die Gemeindereform zu wehren. So scheiterte zuletzt die Gemeinde Quappendorf 2006 vor dem Bundesverfassungsgericht, welches die eingelegte kommunale Verfassungsbeschwerde gegen den Beschluss des Landesverfassungsgerichts nicht zur Entscheidung annahm.

##### Hessen
Während die Neubildung der Stadt Lahn misslang, kann die Gemeindereform der Städte Treysa und Ziegenhain in Nordhessen als gelungenes Beispiel angeführt werden. Aus den nur 5 km auseinanderliegenden Städten wurde die neue Stadt Schwalmstadt mit 20.000 Einwohnern gebildet, die dadurch zur größten Stadt im ebenfalls neu gegründeten Schwalm-Eder-Kreis wurde. Nach nunmehr über dreißig Jahren sind die ehemaligen Städte baulich zusammengewachsen.

##### Niedersachsen
Besonders kontrovers war die Vergrößerung der Stadt Papenburg um die ehemalige Kreisstadt Aschendorf.
1990 beschloss der Niedersächsische Landtag eine Korrektur der Gemeindereform: Der ehemaligen Stadt Aschendorf sowie den ehemaligen Gemeinden Langförden, Vörden und Mulsum sollte die kommunale Selbstverwaltung wiedergegeben werden. Dieses Gesetz wurde jedoch vom Bundesverfassungsgericht als nicht verfassungsgemäß erachtet.
Nach den Kommunalwahlen 2011 in Niedersachsen beschlossen die Kreistage in Göttingen und Osterode eine große Kreisfusion zur Bildung eines größeren Landkreises Göttingen zum 1. November 2016. In Bürgerforen wurde für eine aktive Beteiligung in Form eines Bürgerentscheides plädiert.
Im Februar 2014 beschlossen die Kreistage der Landkreise Hildesheim und Peine, Verhandlungen über einen Zusammenschluss beider Kreise aufzunehmen. Eine Fusion der Landkreise war für den 1. November 2016 vorgesehen. Im Juli 2015 scheiterte der angestrebte Zusammenschluss in einer Abstimmung im Kreistag Hildesheim.

##### Nordrhein-Westfalen
Umstritten waren insbesondere:
- die Eingliederung der Städte Rheinhausen, Homberg und Walsum in die kreisfreie Stadt Duisburg
- die Eingliederung der Städte Eiserfeld und Hüttental in die Stadt Siegen
- die Eingliederung der Stadt Hohenlimburg in die kreisfreie Stadt Hagen
- die Eingliederung der Stadt Monheim in die kreisfreie Stadt Düsseldorf
- die Eingliederung der Stadt Porz in die kreisfreie Stadt Köln
- die Eingliederung der Stadt Wesseling in die kreisfreie Stadt Köln
- die Vergrößerung der kreisfreien Stadt Bochum um die ehemals kreisfreie Stadt Wattenscheid
- die Vergrößerung der Stadt Bottrop mit der ehemals dem Kreis Recklinghausen angehörenden Gemeinde Kirchhellen und kurzzeitig auch mit der ehemals kreisfreien Stadt Gladbeck (kurz Glabotki)
- die Vergrößerung der kreisfreien Stadt Essen um die Stadt Kettwig
- die Abtrennung des Ortsteils Mintard von Kettwig und die Eingliederung in die Stadt Mülheim an der Ruhr.
- der Eingliederung der kreisfreien Stadt Wanne-Eickel in die Stadt Herne
- der Eingliederung der kreisfreien Stadt Rheydt in die Stadt Mönchengladbach
- die Eingliederung der ehemaligen Kreisstadt Opladen in die kreisfreie Stadt Leverkusen
- die Zusammenlegung der Städte Heimbach und Nideggen im Kreis Düren
- die Eingliederung der ehemals kreisfreien Stadt Lünen in den Kreis Unna, wobei Lünen, obwohl sie nach der Einwohnerzahl die weitaus größte Stadt des Kreises ist, nicht den Kreissitz erhielt
- die Eingliederung der ehemals kreisfreien Stadt Witten in den Ennepe-Ruhr-Kreis, wobei Witten, obwohl sie nach der Einwohnerzahl die größte Stadt des Kreises ist, nicht den Kreissitz erhielt

Im Regierungsbezirk Münster erfolgte, basierend auf dem Münster/Hamm-Gesetz vom 9. Juli 1974, die Gebietsreform in der Region um die westfälischen Oberzentren Münster und Hamm auf der kommunalen Ebene. Das Gesetz trat am 1. Januar 1975 in Kraft.
Negative Schlagzeilen machte die kommunale Neugliederung auch in Gronau (Westf.): Das bis 1975 unverschuldete Epe wurde durch die Neugliederung mit Gronau quasi über Nacht tief verschuldet und damit handlungsunfähig.
Die Stadt Wesseling klagte erfolgreich gegen die Eingemeindung in die Stadt Köln und wurde am 1. Juni 1976 nach knapp eineinhalb Jahren wieder selbständig. Auch die Stadt Monheim wurde am 1. Juni 1976 wieder selbständig. Gladbeck gelang dies bereits am 6. Dezember 1975, als der Klage der Stadt gegen die Eingemeindung nach Bottrop Recht gegeben wurde.
Die Stadt Heimbach in der nördlichen Eifel, die schon im Frühstadium der kommunalen Neugliederungsmaßnahmen durch Zusammenlegen der Gemeinden Hausen, Hergarten und Vlatten mit der Stadt Heimbach im ehemaligen Kreis Schleiden vergrößert worden war, wurde am 1. Januar 1972 mit der Stadt Nideggen zusammengefasst. Am 4. August 1972 entschied jedoch das Oberverwaltungsgericht, dass Heimbach wieder eine eigene Kommune wurde, nachdem viele Bürger vehement protestiert hatten. Dies erklärt außerdem, warum Heimbach trotz seiner geringen Größe seine Stadtrechte behielt.

##### Saarland
Mit dem Gesetz über die Neugliederung der Kreise und Gemeinden vom 19. Dezember 1973 wurden mit Wirkung vom 1. Januar 1974 aus den bisher 345 saarländischen Gemeinden 50 neue Gemeinden gebildet. Die ehemaligen Gemeinden sind als Ortsteile mit eigenen Ortsräten in den neuen Gemeinden enthalten. Die neuen Gemeinden haben alle über 6000 Einwohner. Die größte Eingemeindung betraf die Stadt Dudweiler (ca. 30.000 Einwohner), die seitdem als Stadtbezirk zur Landeshauptstadt Saarbrücken gehört.

##### Sachsen-Anhalt
Die bisher umfassendste Änderung der Gemeindestrukturen fand in den Jahren von 2008 bis 2011 nach Maßgabe des Gesetzes über die Grundsätze der Neugliederung der Gemeinden im Land Sachsen-Anhalt (Gemeindeneugliederungs-Grundsätzegesetz) statt. Ziel war die Auflösung der Verwaltungsgemeinschaften und die Bildung zukunftsfähiger Einheitsgemeinden sowie Verbandsgemeinden mit mindestens 10.000 Einwohnern. Dabei wurde der Bildung von Einheitsgemeinden Vorrang gegeben. Während als Größe von Einheitsgemeinden bei einer Bevölkerungsdichte von weniger als 70 Einwohnern je Quadratkilometer bereits 8000 Einwohner genügten und die Bildung von Ortschaften möglich ist, war zur Bildung von Verbandsgemeinden nur ein geringfügiges Unterschreiten der Mindestgröße von 10.000 Einwohnern zulässig.
Verbandsgemeinden bestehen aus drei bis acht Mitgliedsgemeinden, die zum Zeitpunkt ihrer Bildung jeweils mindestens 1.000 Einwohner haben müssen; auch hiervon kann im Einzelfall geringfügig abgewichen werden. Ortschaften sind in einer Verbandsgemeinde nicht zulässig.
Die Gemeindegebietsreform war in eine freiwillige und eine gesetzliche Phase unterteilt. In der freiwilligen Phase, die bis zum 30. Juni 2009 andauerte, konnten Gemeinden Gebietsänderungsverträge zur Bildung von Einheits- bzw. Verbandsgemeinden entsprechend den gesetzlichen Vorgaben abschließen.
129 Gemeinden, die sich nicht freiwillig an der Bildung einer Einheitsgemeinde oder einer Verbandsgemeinde beteiligt hatten, wurden durch Gesetz zu einer leitbildgerechten Struktur zugeordnet.
Im Ergebnis dieser Gebietsreform sank die Zahl der Gemeinden von 1033 am 1. Juli 2007 auf 218 am 1. Januar 2014. 114 der Gemeinden sind Mitgliedsgemeinden von insgesamt 18 Verbandsgemeinden.

##### Schleswig-Holstein
Nördlich von Hamburg wurden zum 1. Januar 1970 die schleswig-holsteinischen Gemeinden Garstedt und Friedrichsgabe (beide Kreis Pinneberg) mit Harksheide und Glashütte (beide Kreis Stormarn) zur neuen Stadt Norderstedt zusammengefasst und dem Kreis Segeberg zugeordnet. Dabei entstand die fünftgrößte Stadt Schleswig-Holsteins, die schon damals mit über 50.000 Einwohnern wesentlich größer als die Kreisstadt Bad Segeberg war.
Oldenburg war von 1867 bis 1970 Kreisstadt des Kreises Oldenburg in Holstein. Im Zuge der Kreisreform im Jahr 1970 wurde dieser mit dem Kreis Eutin zum Kreis Ostholstein fusioniert.
Außerdem wurden am 1. März 2008 die Gemeinden Handewitt und Jarplund-Weding zur neuen amtsfreien Gemeinde Handewitt sowie die Gemeinden Raisdorf und Klausdorf zur neuen Stadt Schwentinental zusammengefasst. Am 1. Januar 2009 schlossen sich die Stadt Westerland sowie die Gemeinden Sylt-Ost und Rantum zur neuen Gemeinde Sylt zusammen.

##### Thüringen
Eine erste Gebietsreform nach der Wiedervereinigung fand zwischen 1993 und 1997 statt, wodurch die Zahl der Gemeinden von 1657 auf 1063 und die Zahl der Landkreise (1994) von 35 auf 17 reduziert wurde. Seit 2007 reduziert sich die Gemeindezahl langsam weiter (von damals 992 auf 849 Ende 2013). Die Landesregierungen setzten dabei auf freiwillige Fusionen, die finanziell gefördert und eigenständig unter den Gemeinden ausgehandelt werden, wobei die Regierungen lediglich Mindestgrößen vorgaben. Zunächst wurde betont, dass die zentralen Orte durch die Reform gestärkt werden sollten, was jedoch in der Praxis nicht immer umgesetzt wurde, beispielsweise umgibt die vergrößerte Gemeinde Nobitz nun kragenförmig die Stadt Altenburg etwa zur Hälfte. Die Landesregierung der Legislaturperiode bis 2014 forderte alle Gemeinden mit eigener Verwaltung (außerhalb von Verwaltungsgemeinschaften und erfüllenden Gemeinden) und weniger als 3.000 Einwohnern auf, sich Fusionspartner zu suchen; die Mindestgröße für Verwaltungsgemeinschaften lag ebenso wie die angestrebte Mindestgröße für neu zusammengeschlossene Gemeinden bei 5.000 Einwohnern.
Die 2014 gewählte Landesregierung plante eine zweite Kreisreform, die in den übrigen neuen Bundesländern schon stattgefunden hatte, scheiterte mit ihrem Vorhaben jedoch am erbitterten Widerstand der betroffenen Landräte, sodass sie das Vorhaben 2017 aufgab, womit die kleinteilige Verwaltungsstruktur des Landes bis auf weiteres unangetastet bleibt. Laut der aktuellen Bevölkerungsprognose des statistischen Landesamtes werden schon im Jahr 2030 nur noch drei der 17 Landkreise mehr als 100.000 Einwohner haben. Fusionierte und neugegründete Gemeinden sollten ursprünglich auf eine prognostizierte Einwohnerzahl von über 6000 im Jahr 2035 kommen, allerdings genehmigte das Innenministerium fast alle freiwilligen Fusionen, die die Gemeinden untereinander aushandelten, sodass zahlreiche kleinere Zusammenschlüsse ebenfalls Fusionsprämien des Landes erhielten. Gegenüber der Freiwilligkeit des Prozesses traten längerfristige raumordnerische und strukturpolitische Überlegungen in den Hintergrund, sodass diese beim Neuzuschnitt der Gemeinden weitgehend unberücksichtigt blieben.

### Belgien
Seit der Gründung Belgiens (2739 Gemeinden) bis 1961 (2663 Gemeinden) änderte sich die Anzahl der Gemeinden kaum. Erste nennenswerte Gemeindezusammenschlüsse fanden zunächst in den Jahren 1964, 1969 und 1970 statt. 1965 gab es noch 2586 und 1971 schließlich 2359 Gemeinden.
Am 1. Januar 1977 wurden viele belgische Gemeinden zu neuen, größeren Gemeinden zusammengeschlossen. Die Gesamtzahl der belgischen Gemeinden verringerte sich durch diese Gemeindegebietsreform radikal von 2359 auf 596. Durch die Neugliederung im Bereich der Stadt Antwerpen, die am 1. Januar 1983 in Kraft trat, wurde eine Gemeindezahl von 589 erreicht. Davon zählen 308 Gemeinden zur Region Flandern, 262 Gemeinden zur Region Wallonien und 19 Gemeinden zur Region Brüssel-Hauptstadt.

### Dänemark
1965 gab es in Dänemark 1.345 Gemeinden. Durch freiwillige Zusammenschlüsse verringerte sich diese Anzahl bis 1970 auf 1.098. In zwei Schritten wurde die Anzahl der selbständigen Gemeinden drastisch reduziert:
Bei der ersten großen kommunalen Gebietsreform am 1. April 1970 wurde die Anzahl der Gemeinden von 1.098 auf 277 reduziert. Bei der jüngsten kommunalen Gebietsreform zum 1. Januar 2007 wurde die Anzahl der Gemeinden auf 98 reduziert. Die Gemeinden auf der Insel Bornholm hatten sich schon zum 1. Januar 2003 zu einer einheitlichen Kommune zusammengeschlossen.

### Griechenland
Das 1997 beschlossene und bis 2002 vollzogene Kapodistrias-Programm gilt als die bis dahin umfassendste Gemeindereform im Land. Sie schaffte die früheren Provinzen ab und reduzierte die Anzahl der bisherigen Städte und ländlichen Gemeinden von zusammen 5775 auf nur noch 1033. Vor dem Hintergrund der Griechischen Staatsschuldenkrise wurde 2010 dann eine weitere Reduzierung der Verwaltungsstruktur des Landes vorgenommen. Das Kallikratis-Programm reduzierte die Zahl der Gemeinden weiter drastisch, auf nunmehr 325. Zudem wurden die früheren 54 Präfekturen auf 13 autonom verwaltete Regionen reduziert. Das Kallikratis-Programm halbierte die Zahl der gewählten Repräsentanten und zielte damit auf Einsparungen in Höhe von 1,8 Milliarden Euro ab.

### Niederlande
Seit 1970 gibt es in den Niederlanden regelmäßige Gemeindegebietsneugliederungen. Seit 1989 gibt es kaum ein Jahr, in dem keine Gebietsreformen stattgefunden haben.
Diese Übersicht soll die Situation in den Niederlanden seit 1971 verdeutlichen:
- 1970 – Zeeuws Vlaanderen und Zuid-Beveland (Zeeland), Waterland (Zuid-Holland)
- 1971 – Tholen (Zeeland)
- 1973 – das nordwestliche Gebiet (Kop) von Overijssel
- 1974 – Zaanstreek (Noord-Holland)
- 1979 – West-Friesland (Noord-Holland)
- 1980 – Voorne-Putten (Zuid-Holland)
- 1982 – Süd-Limburg
- 1984 – Provinz Friesland, Hoeksche Waard (Zuid-Holland)
- 1984 und 1985 – Rijk van Nijmegen (Gelderland)
- 1985 – Krimpenerwaard (Zuid-Holland)
- 1986 – Alblasserwaard und Vijfheerenlanden (Zuid-Holland)
- 1989 – Westlicher Teil der Provinz Utrecht
- 1990 – Groningen, nördliche Spitze (Kop) von Noord-Holland
- 1991 – Mittel-Holland (Zuid-Holland), Mittel-Limburg
- 1993 bis 1997 – Provinz Noord-Brabant
- 1995 und 1997 – Provinz Zeeland
- 1998 – Drenthe
- 1999 – Bommelerwaard (Gelderland)
- 2001 – Provinz Overijssel, Regionen Den Haag (Noord-Holland) und Utrecht (Utrecht)
- 2001 und 2002 – Östliche Betuwe (Gelderland)
- 2003 – Zeeuws Vlaanderen (Zeeland)
- 2004 – Westland (Zuid-Holland)
- 2005 – Achterhoek und Liemers (Gelderland)
- 2006 – Utrechter Hügelrücken (Utrecht), Region Leiden (Zuid-Holland)
- 2006 und 2007 – West-Friesland (Noord-Holland)
- 2007 – Mittel-Limburg
- 2009 – Grenze Noord- und Zuid-Holland
- 2010 – Region Venlo (Limburg), Ost-Groningen und Zuidplas (Zuid-Holland)
- 2011 – Utrecht und 4 Gemeinden in andere Provinzen
- 2012 – Norden Noord-Hollands
- 2013 – Zuid-Holland und Schagen (Zuid-Holland)
- 2014 – Friesland und Alphen aan den Rijn (Zuid-Holland)
- 2015 – Noord-Holland, Gelderland, Noord-Brabant und Zuid-Holland
- 2016 – Noord-Holland
- 2017 – Meierij (Noord-Brabant)
- 2018 – Friesland, Groningen und Gelderland
- 2019 – 7 Provinzen, mehrere in Groningen und Zuid-Holland, Änderung der Grenze zwischen Zuid-Holland und Utrecht
- 2021 – Eemsdelta (Groningen) und Noord-Brabant

Wissenschaftliche Untersuchungen haben gezeigt, dass in niederländischen Gemeinden, die mit einer oder mehreren Gemeinden fusioniert wurden, die Wahlbeteiligung sowohl bei lokalen als auch bei nationalen Wahlen dauerhaft gesunken ist.

### Österreich
In der Steiermark hat sich die Landesregierung 2011 dazu bekannt, im Zuge einer Verwaltungsreform die Zahl der Bezirke und der Gemeinden beträchtlich zu reduzieren. Auslöser dieser Bestrebungen sind die hohe Verschuldung des Bundeslandes und die daher bestehende Notwendigkeit der öffentlichen Hand, substanzielle Einsparungen zu Stande zu bringen.

### Portugal
Im Zusammenhang mit der rigiden Austeritätspolitik Portugals wurde 2012 auch eine umfassende, kontrovers diskutierte Gebietsreform beschlossen. Gegen starke Widerstände im Land wurde diese mit der Administrativen Neuordnung 2013 umgesetzt. Dabei wurden die 4259 Gemeinden auf 3091 reduziert. Diese Reform betraf nur Kontinentalportugal, die Umsetzung in der Autonomen Region Madeira und der Autonomen Region der Azoren ist den beiden autonomen Insel-Parlamenten anvertraut.
Die Gemeinden (Freguesias) stellen die unterste Stufe der Verwaltungsgliederung Portugals dar, während die Kreise (Concelhos) die darauf folgende zweite Ebene der Kommunalen Selbstverwaltung in Portugal repräsentieren. Das 2012 verabschiedete Gesetz schrieb die Reform der Gemeinden zwingend vor, regte aber auch eine Reform der 308 Kreise an, was jedoch kein politisches Thema wurde (Stand: Februar 2015).

### Schweiz
Mutationen im Bestande der Gemeinden können durch Eingemeindung, Gemeindefusion, Gemeindetrennung, Ausgemeindung, Gebietsabtausch oder Änderung des Gemeindenamens erfolgen. Weitere Veränderungen, die das Gebiet der Gemeinde nur indirekt betreffen, können sich durch Änderung der Kantons- und/oder Bezirkszugehörigkeit, Änderung des Bezirksnamens oder Neunummerierung (Gemeindenummer) ergeben.

## Durchschnittliche Einwohnerzahlen je Gemeinde in einigen Ländern
| Land                         | Anzahl an Gemeinden | Einwohner  | Einwohner je Gemeinde im Durchschnitt | Jahr |
| ---------------------------- | ------------------- | ---------- | ------------------------------------- | ---- |
| Deutschland                  | 11.114              | 80.716.000 | 7.263                                 | 2014 |
| Griechenland                 | 6.000               | 10.815.197 | 1.803                                 | 1997 |
| Griechenland                 | 325                 | 10.815.197 | 33.278                                | 2011 |
| Niederlande                  | 443                 | 16.730.632 | 37.767                                | 2014 |
| Österreich                   | 2.354               | 8.507.786  | 3.614                                 | 2013 |
| Österreich: Niederösterreich | 573                 | 1.625.485  | 2.837                                 | 2014 |
| Österreich: Oberösterreich   | 444                 | 1.425.422  | 3.210                                 | 2014 |
| Österreich: Steiermark       | 539                 | 1.215.246  | 2.255                                 | 2013 |
| Österreich: Steiermark       | 285                 | 1.215.246  | 4.264                                 | 2015 |
| Schweden                     | 290                 | 9.573.466  | 33.012                                | 2013 |
| Schweiz                      | 2.408               | 8.609.000  | 3.575                                 | 2013 |

## Kreisreform

### Deutschland

#### Grundsätze
Für die Gebietsreform der (Land-)Kreise, Stadtkreise bzw. kreisfreien Städte wurde eine Reihe von Grundsätzen entwickelt, die auf eine Vergrößerung der bestehenden Einheiten abzielte.
In Nordrhein-Westfalen galten als Mindestgröße 150.000, in Verdichtungsgebieten sogar 200.000 Einwohner. Ansonsten waren die Grundsätze des Landesentwicklungsplans zu berücksichtigen, wonach die Kreise wirtschaftsräumliche Einheiten darstellen und in ihren Grenzen eine ausgewogene Vielfalt von Gemeinden des Typs A (Unterzentren) und B (Mittelzentren) haben sollten. Entwicklungsachsen durften nicht Grenzen sein, sondern sollten wegen der Interdependenz der beiderseitigen Nutzung quergeschnitten werden.

#### Durchführung
Das Königreich Preußen teilte sein Staatsgebiet am 30. April 1815 in Provinzen und Regierungsbezirke und am 23. April 1816 in Kreise auf. Schon wenige Jahre danach wurden die ersten „Kreisreformen“ durchgeführt, bei denen einzelne Kreise aufgelöst und mit benachbarten Kreisen vereinigt wurden. Beispiele: 1819 die Korrektur der Kreiseinteilung im westfälischen Regierungsbezirk Arnsberg, 1823 die Vereinigung der Kreise Dinslaken und Essen zum neuen Kreis Duisburg und die Zusammenlegung der Kreise Rheinberg und Geldern, 1832 die Vereinigung des Kreises Bünde mit dem Kreis Herford und die Vereinigung des Kreises Brakel mit dem Kreis Höxter.
Größere Gebietsreformen wurden in der Weimarer Zeit durchgeführt. Insbesondere im Ruhrgebiet wurde in drei Schritten am 1. April 1926, am 1. April 1928 und am 1. August 1929 eine große Kreisreform durchgeführt. Seinerzeit entstanden u. a. der Ennepe-Ruhr-Kreis und die Stadtkreise Castrop-Rauxel und Lünen. Am 1. August 1929 und am 1. Oktober 1932 wurden auch in der Rheinprovinz Kreisgrenzen geändert. So entstanden z. B. der Rheinisch-Bergische Kreis, der inzwischen wieder aufgelöste Rhein-Wupper-Kreis (zunächst als Kreis Solingen-Lennep) und der Oberbergische Kreis. Die größten Kreisreformen wurden in Westdeutschland jedoch in den 1960er- und 1970er-Jahren durchgeführt. Sie wurden teilweise durch Funktionalreformen ergänzt.
Die in Niedersachsen zum 1. August 1977 abgeschlossene Kreisreform musste auf Beschluss des Niedersächsischen Staatsgerichtshofes in Bückeburg korrigiert werden. Der aufgelöste Landkreis Friesland und die Stadt Jever hatten Klage gegen das Reformgesetz erhoben, durch das die Gemeinden in zwei verschiedene Landkreise (Landkreis Ammerland und neuer Landkreis Friesland mit der Kreisverwaltung in Wittmund) eingegliedert wurden, und Recht bekommen. Der Landkreis Friesland hat sich 1980 aus den bis zur Kreisreform bestehenden Gemeinden zurückgebildet. Eingemeindungen im Zuge der Gemeindereform 1972 wurden dabei nicht rückgängig gemacht. So verblieb Gödens, das bis 1972 zum Landkreis Wittmund gehört hatte, bei Sande und damit beim Landkreis Friesland.
Auch die ostdeutschen Länder führten vor der Wiedervereinigung Kreisreformen durch. Allerdings war die DDR nach Auflösung der Länder im Jahre 1952 in 14 Bezirke (ohne Ost-Berlin) und in 217 Landkreise gegliedert worden. Davor gab es im Gebiet der DDR nur 132 Landkreise. Insofern handelt es sich bei den neueren Reformen zunächst quasi um eine Art Rückgängigmachung der damaligen DDR-Kreisreform.
Nach Abschluss aller Kreisreformen in Deutschland reduzierte sich die Gesamtzahl der (Land-)Kreise zunächst von 614 auf 323. In Sachsen-Anhalt wurde die Anzahl der Landkreise mit Wirkung vom 1. Juli 2007 deutlich auf elf reduziert. In Sachsen wurde die Anzahl der Landkreise am 1. August 2008 auf zehn reduziert. Seit dem 4. September 2011 gibt es in Mecklenburg-Vorpommern nur noch sechs Landkreise, von denen fünf nach der Fläche die größten Landkreise Deutschlands sind.

### Dänemark
Die 16 Ämter in Dänemark (mit den deutschen Kreisen vergleichbar), die von 1970 bis 2006 Bestand hatten und von denen zwei – ab 2003 drei – nur aus einer Gemeinde bestanden, wurden mit Wirkung vom 1. Januar 2007 aufgelöst und in fünf Regionen umgegliedert.

### Österreich
Die 95 Politischen Bezirke Österreichs, die nur als reine Exekutivorgane (Bezirkshauptmannschaft) ohne Parlamente existieren, haben eine durchschnittliche Größe von etwa 69.000 Einwohnern (Stand 2011).
Erstmals in der Zweiten Republik kam es im Bundesland Steiermark zu einer ersten einzelnen Reorganisation von Bezirkshauptmannschaften. Zum 1. Jänner 2012 wurde der Bezirk Murtal durch Fusion geschaffen, 2013 wurden durch Fusion weitere sechs Bezirke zu drei größeren zusammengelegt.

## Historische Daten

### Deutschland
Baden-Württemberg
- 1. Oktober 1953 – Reduzierung der Anzahl der Stadtkreise von 10 auf 9
- 1. Januar 1973 – Reduzierung der Anzahl der Landkreise von 63 auf 35

Bayern
- 1. Juli 1972 – Reduzierung der Anzahl der Landkreise von 143 auf 71 und der kreisfreien Städte von 48 auf 25

Brandenburg
- 6. Dezember 1993 – Reduzierung der Anzahl der Landkreise von 38 auf 14 und der kreisfreien Städte von 6 auf 4

Hessen
- 1. August 1972, 1. Januar und 1. Juli 1974, 1. Januar 1977 und 1. August 1979 – Reduzierung der Anzahl der Landkreise von 39 auf 21 und der kreisfreien Städte von 9 auf 5

Mecklenburg-Vorpommern
- 12. Juni 1994 – Reduzierung der Anzahl der Landkreise von 31 auf 12
- 4. September 2011 – Reduzierung der Anzahl der Landkreise von 12 auf 6 und der kreisfreien Städte von 6 auf 2

Niedersachsen
- 1964 bis 1980 in mehreren Schritten; Schwerpunkt: 1. August 1977 – Reduzierung der Anzahl der Landkreise von 60 auf 38 und der kreisfreien Städte von 16 auf 9
- 1. November 2001 – Bildung der Region Hannover aus der Stadt und dem bisherigen Landkreis Hannover

Nordrhein-Westfalen
- 1. Januar 1955 – Bildung einer zusätzlichen kreisfreien Stadt
- von 1966 bis 1976 in mehreren Schritten; Schwerpunkt: 1. Januar 1975 – Reduzierung der Anzahl der Kreise von 57 auf 31 und der kreisfreien Städte von 38 auf 23
- 21. Oktober 2009 – Bildung der Städteregion Aachen aus der Stadt und dem bisherigen Kreis Aachen

Rheinland-Pfalz
- 7. Juni 1969 bis 16. März 1974 in mehreren Schritten – Reduzierung der Anzahl der Landkreise von 39 auf 24

Saarland
- 1. Januar 1974 – Reduzierung der Anzahl der Landkreise von 7 auf 6 und Eingliederung der kreisfreien Stadt Saarbrücken in den neuen Stadtverband Saarbrücken, seit 2008 Regionalverband Saarbrücken

Sachsen
- 1. August 1994 – Reduzierung der Anzahl der Landkreise von 48 auf 28
- 1. Januar 1996 – Reduzierung der Anzahl der Landkreise von 28 auf 22 und Erhöhung der Anzahl der kreisfreien Städte von 6 auf 7
- 1. August 2008 – Reduzierung der Anzahl der Landkreise von 22 auf 10 und der kreisfreien Städte von 7 auf 3

Sachsen-Anhalt
- 1. Juli 1994 – Reduzierung der Anzahl der Landkreise von 37 auf 21
- 1. Juli 2007 – Reduzierung der Anzahl der Landkreise auf von 21 auf 11

Schleswig-Holstein
- 1970 bis 1974 in mehreren Schritten; Schwerpunkt: 26. April 1970 – Reduzierung der Anzahl der Kreise von 17 auf 11 (siehe auch Schleswig-Holstein#Verwaltungsgliederung)

Thüringen
- 1. Juli 1994 – Reduzierung der Anzahl der Landkreise von 35 auf 17
- 1. Januar 1998 – Erhöhung der Anzahl der kreisfreien Städte von 5 auf 6

## Auswirkungen

### Ökonomische und soziale Auswirkungen
Der Geograph Gerhard Henkel gelangt zu einer kritischen Einschätzung der Folgen der deutschen Gebietsreform, die er für dramatisch hält: Durch die „von oben“ auferlegte Gebietsreformen wurden viele Dörfer zu machtlosen Ortsteilen. Sie verloren die in Jahrhunderten aufgebaute lokale Selbstverwaltung mit Bürgermeister und Gemeinderat. Deutschlandweit seien durch die Gebietsreformen die Aufgaben von über 300.000 ehrenamtliche Kommunalpolitikern entfallen; in über 20.000 Dörfern und Kleinstädten wurde die demokratische Basis aufgelöst. Durch die Gebietsreformen sei kein Geld gespart worden, und sie habe verheerende demokratische und infrastrukturelle Verluste verursacht. Die Zentralisierung zieht oft den Verlust weiterer lokaler Aktivitäten wie den der Freiwilligen Feuerwehren, einen höheren Wegeaufwand für Kontakte mit der Verwaltung und eine verstärkte Abwanderung nach sich.

### Rechtliche Auswirkungen
Gebietsreformen können sich auf Wohn- und Geschäftssitz, Wahlkreise, Schulen, Gemeindesteuern oder Sparkassen auswirken. Allen gemeinsam ist ihre Abhängigkeit von einem Gemeindegebiet, so dass eine Änderung eines Gemeindegebiets automatisch auch eine Veränderung dieser geografisch orientierten Rechtsinstitute zur Folge hat. So führten beispielsweise Gebietsänderungen aufgrund der Gebietsreform in Nordrhein-Westfalen zu erheblichen Übertragungen von Sparkassenzweigstellen. Durch die Gebietsreform in Nordrhein-Westfalen vom Januar 1975 verlor die Kreissparkasse Köln (KSK) 26 Zweigstellen an die Stadtsparkasse Köln; dieses „Köln-Gesetz“ brachte die Auflösung der ehemaligen Landkreise Köln und Bergheim mit sich, die im Erftkreis aufgingen. Die Übertragung der nunmehr außerhalb des Gewährträgergebiets liegenden Filialen der KSK wurde zum 30. Juni 1983 durch die Sparkassenaufsicht angeordnet. Der Oberbergische Kreis wurde im Januar 1985 Mitglied des Sparkassenzweckverbandes, wodurch die Kreissparkasse Waldbröl in der KSK Köln aufging; im Dezember 1988 erhielt die KSK Köln acht Filialen der Kreissparkasse Euskirchen.